# The California Endowment
A The California Endowment é uma fundação de saúde privada, criada após a conversão da BlueCross da Califórnia a uma organização sem fins lucrativos, que oferece doações para organizações baseadas em comunidade em toda a Califórnia, trabalhando para ampliar o acesso aos cuidados de saúde acessíveis e melhorar a saúde dos residentes da Califórnia.